# Eerste Thais-Laotiaanse Vriendschapsbrug
De Eerste Thais-Laotiaanse Vriendschapsbrug is een auto- en spoorbrug over de rivier Mekong tussen Thailand bij de stad Nong Khai en 20 kilometer van Vientiane, de hoofdstad van Laos. Over de brug met een lengte van 1.170 meter lopen twee rijstroken van 3,5 meter breed, twee wandelpaden van 1,5 meter en een enkel meterspoor in het midden.

## Geschiedenis
De brug is geopend op 4 april 1994 en was toentertijd de enige brug over de benedenstroom van de rivier Mekong, en een van de twee bruggen over de gehele rivier. De brug kostte 30 miljoen dollar, bijgedragen door de Australische overheid als ontwikkelingshulp voor Laos.
De brug is ontworpen en gebouwd door Australische bedrijven als een demonstratie van hun vaardigheden om een groot infrastructuur te realiseren in Zuidoost-Azië. De gebalanceerde cantileverbrug is ontworpen door Bruce Ramsay van VSL en uitgevoerd door Maunsell consulting engineers.
De officiële naam Thais-Laotiaanse Vriendschapsbrug kreeg in januari 2007 het voorvoegsel 'eerste' omdat toen de Tweede Thais-Laotiaanse Vriendschapsbrug bij Kaysone Phomvihane werd geopend.

## Verkeer
Verkeer op de brug rijdt aan de linkerkant van de weg, zoals ook in de rest van Thailand. In Laos wordt echter rechts gereden waardoor er een speciale kruising met verkeerslichten aanwezig is vlak na de brug voor de grenspost van Laos. Tussen de grensposten van de beide landen is een shuttlebus aanwezig. Fietsers kunnen gebruik maken van de weg en samen met de voetgangers van het voetpad. De brug is onderdeel van de AHN 12.

## Spoorlijn
Over het midden van de brug ligt een meterspoor. Wanneer er een trein de brug oversteekt, wordt de weg tijdelijk afgesloten.
Op 20 maart 2004 werd er een overeenkomst gesloten tussen de Thaise en Laotiaanse regering voor het aanleggen van een spoorlijn naar het station Thanaleng, 3,5 kilometer van de brug. De brug is de eerste spoorverbinding naar Laos, maar niet de eerste spoorlijn dit was namelijk een soort overtoom. De spoorlijn werd betaald door de Thaise regering met behulp van een lening. De formele bouw begon op 19 januari 2007, de eerste trein reed over de brug op 4 juli 2008 en op 5 maart 2009 werd de brug officieel geopend.
Eerdere plannen om de lijn door te trekken naar de Laotiaanse hoofdstad Vientiane zijn in november 2010 afgeblazen.
China heeft plannen om een hogesnelheidslijn te bouwen tussen China en Singapore door de landen van Zuidoost-Azië. Dit project zou zorgen voor een stijging van het BBP van China en de landen aan de lijn met $375 miljoen volgens de China Railway Corp.
Sinds 2010 rijdt de Eastern & Oriental Express over de brug.